# Зечевич, Никола
Нико́ла Зечевич (серб. Никола Зечевић; род. 16 июня 2004, Сербия) — сербский футболист, защитник шведского клуба «Хеккен».

## Клубная карьера
Зечевич — воспитанник спортивной школы «Кикер» (Кралево) и «Вождовац». В январе 2023 года подписал первый профессиональный контракт с последними. 11 февраля 2023 года в матче против «Црвены звезды» он дебютировал в сербской Суперлиге. В поединке против «Чукарички» играл на позиции левого защитника. Выступал в юношеской лиге за молодежный состав клуба «Вождовац».